# Бычиха (Хабаровский край)
Бычи́ха — село в Хабаровском районе Хабаровского края. Административный центр сельского поселения «Село Бычиха».

## География
Село Бычиха стоит на правом берегу Амурской протоки (правобережная протока Амура), у подножия хребта Большой Хехцир.
Расположено на автодороге краевого значения Красная Речка — Казакевичево. Расстояние до Красной Речки (микрорайон Хабаровска) около 14 км.
Вблизи села Бычиха проходит российско-китайская граница, юго-западнее села начинается пограничная зона, въезд в находящееся далее по автотрассе село Казакевичево только по пропускам.

## Транспортное сообщение с Хабаровском
Маршрутное такси №107 (Бычиха - Автовокзал)

## Население
| 1992 | 2002  | 2010  | 2011  | 2012  | 2021  |
| ---- | ----- | ----- | ----- | ----- | ----- |
| 2500 | ↗2885 | ↘1603 | ↗1608 | ↗2577 | ↘1711 |

## Экономика
В селе Бычиха находится санаторий краевого значения «Уссури», дом отдыха «Дружба», администрация Большехехцирского заповедника.
В окрестностях села Бычиха находятся летние детские лагеря, садоводческие общества хабаровчан.
Также в селе находится школа, детский сад, почтовое отделение, вещевой рынок.

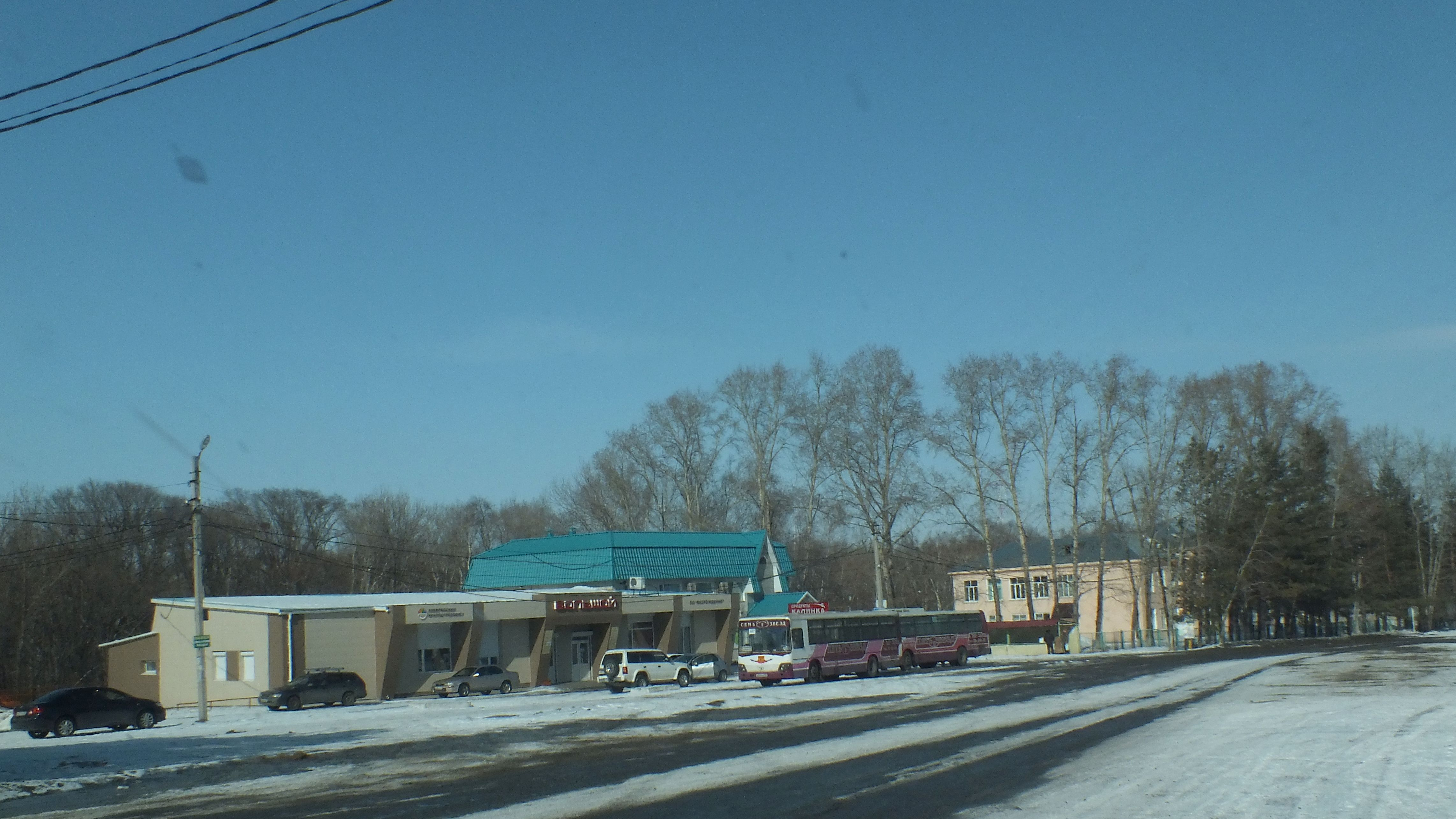
Автобусная остановка в селе Бычиха.
Стела перед зданием администрации Большехехцирского заповедника.
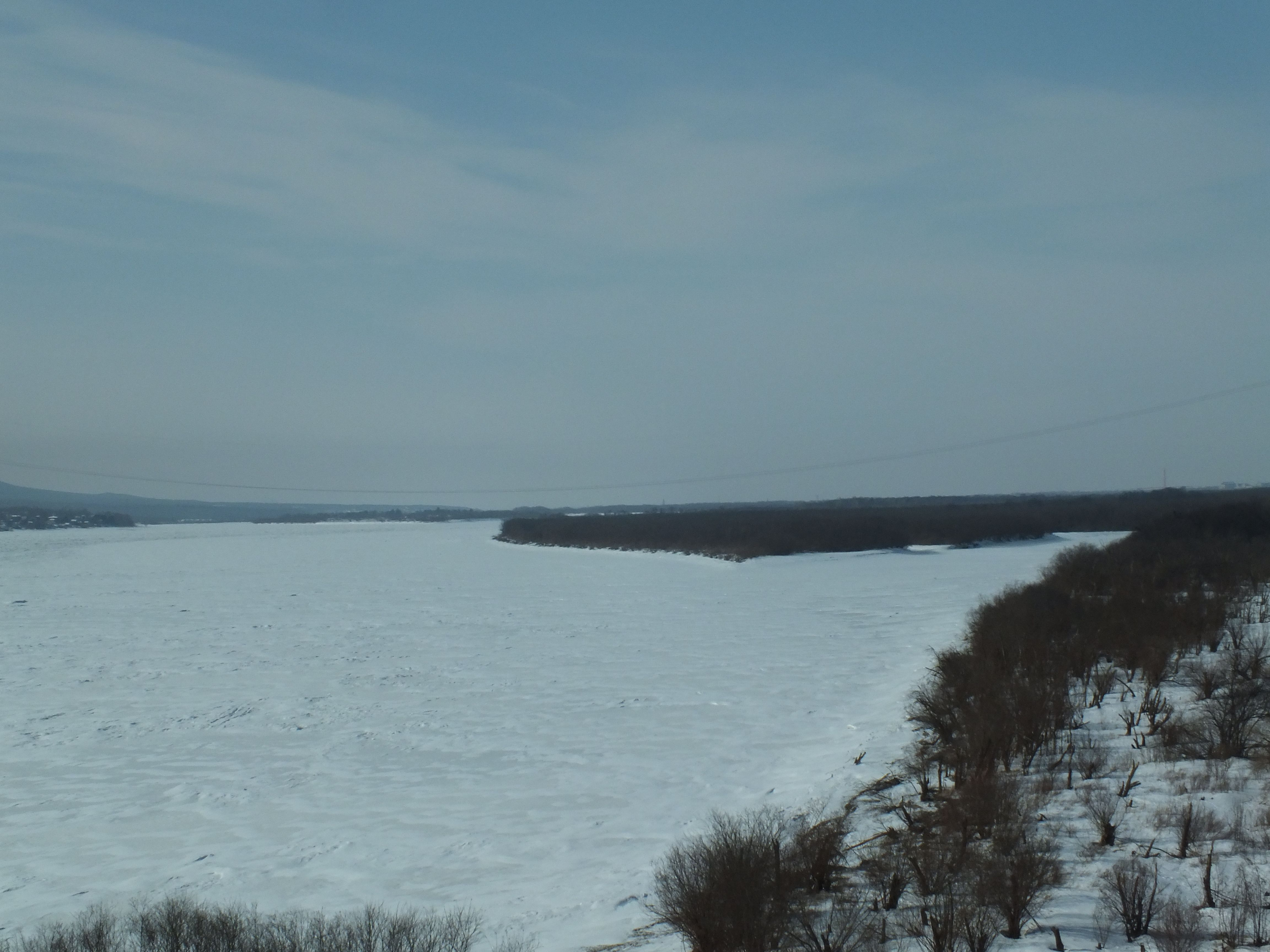
Вид с моста через Амурскую протоку: слева село Бычиха, справа китайский вантовый мост на Большой Уссурийский остров и китайский пограничный посёлок.